# Wolvendreef
De Wolvendreef is een straat en wijk in de Belgische stad Kortrijk. De buurt bevindt zich ten zuidwesten van de historische binnenstad en situeert zich tussen het de Condédreef, de grote ring rond Kortrijk en de Pottelbergwijk. De buurt is een zeer groene wijk met vooral kasteeltjes, vele grote villa's en landgoederen. Hierdoor wordt deze wijk in de volksmond vaak het Miljoenenkwartier genoemd.
Belgische gemeenten · Arrondissement Kortrijk · West-Vlaanderen · Vlaanderen